# مولانا عبدالرحمن
عبدالرحمن ملازهی (زادهٔ ۱۳۲۴) معرف به مولانا عبدالرحمن،
امام جمعه اهل سنّت مسجد جامع چابهار، عضو شورای برنامه ریزی مدارس علوم دینی اهل سنت کشور، مؤسس «جامعه الحرمین الشریفین چابهار» و عضو شورای هماهنگی مدارس اهل‌سنت سیستان و بلوچستان  و پیرو طریقت نقشبندیه مجددیه شمسیه می‌باشد.

## تحصیلات
قواعد حروف شناسی را نزد پدر و مادر تا ۶ سالگی فرا گرفت. سپس دوره ابتدایی را در مکتب حاجی غلام محمد سربازی گذراند در حالی که همزمان در دبستان روستای مجاور تحصیل می نمود.
دوره مقدماتی را نزد پدر و برادرشان مولانا «محمد عمر سربازی» مدیر «منبع العلوم کوه ون» و دوره دو ساله سطح را در مدرسه «عزیزیه» انزاء در محضر مولانا «تاج محمد بزرگزاده» طی نمود.
از پایه سوم سطح تا پایان دوره خارج را در «مظهر العلوم کراچی» گذراند. کتاب های «سنن ابی داود» را از مولانا «حافظ محمد اسماعیل»، «صحیح بخاری» و «سنن ترمذی» را از مولانا «محمد اسفندیار خان»، «صحیح مسلم» را از مولانا «عبدالغنی»، «سنن نسایی» را از مولانا «موسی خان»، «سنن ابن ماجه» را از مولانا «کوثر» فن قرائت و تجوید را از مولانا «زکریا» و قاری «حبیب الرحمن» ، رشته های تخصصی علوم قرآنی ،تفسیر و مناظره را به ترتیب از مولانا «سید محمد یوسف بنوری» بنیان گذار «جامعة العلوم الاسلامیه کراچی »، مولانا «عبدالغنی جاجروی» بنیان گذار مدرسه «بدر العلوم حمادیه رحیم یار خان»، مولانا «دوست محمد قریشی» مناظر مشهور «پاکستان» فرا گرفت. سرانجام در یک آزمون اختصاصی با حضور شیخ «محمود الحصری» و شیخ «عبدالباسط محمد عبدالصمد» گواهینامه قرائت را دریافت کرد. مقارن سال ۱۳۴۴ هجری شمسی مدرک فارغ التحصیلی تحت عنوان «سند العالم»  را اخذ نمود سرانجام ۱۳۴۵ هجری شمسی به وطن بازگشت. در دوران تحصیل امامت و تدریس در مسجد «امین» کراچی را عهده دار بود‌.

## آثار
1. مهج البلاغه و منهج الخلافة
2. اسفارالحرمین
3. اربعین فی الحدیث
4. مصطلحات الحدیث
5. عنایت الباری (شرح صحیح البخاری) ۱۰جلد
6. کشکول اوراد
7. البرکات المکیة فی الصلوات النبویة
8. پیشکسوتان بلوچستان در عرصه علم و عرفان
9. خطبات چابهاری
10. حدیقة الصفا
11. راز دلبران
12. مقام صحابه
13. عظمت صحابه
14. مصائب صحابه
15. حکایات صحابه
16. شمشیر خالد بر گردن مالد
17. شهسوار کربلا(دیدگاه اهل سنت)
18. اعتدال در مسلک دیوبند
19. مناظره دلگان
20. المهند علی المفند (منشور عقاید اهل سنت در ۱۲۶ مسئله)
21. اعتقاد به امام مهدی در اسلام
22. اسلامیات
23. فضائل نماز
24. فضائل قرآن
25. فضائل تبلیغ
26. فضائل درود
27. آشنایی با آثار، احوال و افکار سید ابوالاعلی مودودی (مودودیت)
28. فیصله حق
29. گرگ در پوستین میش
30. سوسیالیسم کفر است
31. معمولات یومیة
32. نافع الانام
33. مقالة الاشراف
34. زبدة المناسک (راهنمای حج و عمره)
35. المبادی الفقهیه (عربی)
36. تحذیرالمشتاق عن الجمعة فی الرستاق
37. دلائل الخیرات
38. گلشن اوراد
39. مصابیح الانوار
40. دانستنی های دینی و اوقات شرعی
41. جمال القرآن
42. وظایف و اذکار روزانه و روش مختصر خودسازی